# Кыргызстан на летних Олимпийских играх 1996
Кыргызстан впервые принял участие в Летних Олимпийских играх в качестве независимого государства на Олимпиаде 1996 года в Атланте, США. Ранее кыргызские спортсмены выступали за Объединённую команду на Летних Олимпийских играх 1992 года.

## Квалификация
Ниже приведен список количества участников в Играх.
| Вид спорта                  | Мужчины | Женщины | Всего |
| --------------------------- | ------- | ------- | ----- |
| Бокс                        | 3       | 0       | 3     |
| Борьба                      | 4       | 0       | 4     |
| Велоспорт                   | 1       | 0       | 1     |
| Гребля на байдарках и каноэ | 2       | 0       | 2     |
| Дзюдо                       | 1       | 1       | 2     |
| Лёгкая атлетика             | 5       | 1       | 6     |
| Плавание                    | 7       | 5       | 12    |
| Современное пятиборье       | 1       | 0       | 1     |
| Стрельба                    | 2       | 0       | 2     |
| Всего                       | 26      | 7       | 33    |

## Состав команды
Кыргызстан представили 26 мужчин и 7 женщин.
 Бокс
1. Нурбек Касенов
2. Сергей Копенкин
3. Андрей Курнявка

 Борьба
1. Раатбек Санатбаев
2. Владимир Торговкин
3. Константин Александров
4. Александр Ковалевский

 Велоспорт
1. Евгений Ваккер

 Гребля на байдарках и каноэ
1. Андрей Митьковец[англ.]
2. Юрий Уляченко[англ.]

 Дзюдо
1. Вадим Сергеев
2. Наталья Кулигина

 Лёгкая атлетика
1. Назирдин Аликбеков[англ.]
2. Борис Кавешников
3. Максим Сметанин
4. Владислав Чернобай
5. Евгений Шорохов
6. Ирина Богачёва

 Плавание
1. Сергей Ашихмин[англ.]
2. Андрей Квассов[англ.]
3. Константин Андрюшин[англ.]
4. Виталий Васильев[англ.]
5. Дмитрий Лапин[англ.]
6. Константин Прядкин[англ.]
7. Евгений Петрашов[англ.]
8. Виктория Поляева[англ.]
9. Ольга Богатырева[англ.]
10. Ольга Коротаева[англ.]
11. Ольга Титова[англ.]
12. Оксана Черевко[англ.]

 Современное пятиборье
1. Игорь Фельдман[англ.]

 Стрельба
1. Юрий Мелентьев[англ.]
2. Юрий Ломов[англ.]

## Бокс
| Спортсмен       | Категория | 1/16 финала                 | 1/8 финала                    | Четвертьфиналы       | Полуфиналы           | Финал                | Финал                |
| Спортсмен       | Категория | Соперник Результат          | Соперник Результат            | Соперник Результат   | Соперник Результат   | Соперник Результат   | Место                |
| --------------- | --------- | --------------------------- | ----------------------------- | -------------------- | -------------------- | -------------------- | -------------------- |
| Сергей Копенкин | до 60 кг  | Джулио Мбумба (GAB) В 12:11 | Леонард Дорофтей (ROM) П 1:10 | завершил выступление | завершил выступление | завершил выступление | завершил выступление |
| Нурбек Касенов  | до 67 кг  | Шейн Хипс (TGA) В 11:2      | Нариман Атаев (UZB) П 7:11    | завершил выступление | завершил выступление | завершил выступление | завершил выступление |
| Андрей Курнявка | до 91 кг  | Феликс Савон (CUB) П 3:9    | завершил выступление          | завершил выступление | завершил выступление | завершил выступление | завершил выступление |

## Борьба
| Спортсмен              | Категория               | Раунд 1                          | Раунд 2                              | Раунд 3                                     | Раунд 4                                   | Раунд 5                              | Раунд 6                                | Финалы                                           | Финалы |
| Спортсмен              | Категория               | Соперник Результат               | Соперник Результат                   | Соперник Результат                          | Соперник Результат                        | Соперник Результат                   | Соперник Результат                     | Соперник Результат                               | Место  |
| ---------------------- | ----------------------- | -------------------------------- | ------------------------------------ | ------------------------------------------- | ----------------------------------------- | ------------------------------------ | -------------------------------------- | ------------------------------------------------ | ------ |
| Раатбек Санатбаев      | греко-римская, до 82 кг | Александр Йованчевич (SRB) В 3:0 | Валерий Циленьть (BLR) П 1:7         | Утеш. поед. Дэн Хендерсон (USA) В 3:2       | Утеш. поед. Даулет Турлыханов (KAZ) П 3:4 | не прошел                            | не прошел                              | За 7 место Левон Гегамян (ARM) Тех. поражение    | 8      |
| Владимир Торговкин     | вольная, до 48 кг       | Чон Сун Вон (KOR) П 0:11         | проход в следующую стадию            | Утеш. поед. Исаак Якоб (NGR) Тех. поражение | завершил выступление                      | завершил выступление                 | завершил выступление                   | завершил выступление                             | 17     |
| Константин Александров | вольная, до 100 кг      | Милан Мазач (SVK) В 2:1          | Арви Аавик (EST) В 1:0               | проход в следующую стадию                   | Курт Энгл (USA) П 1:4                     | проход в следующую стадию            | Утеш. поед. Арават Сабеев (GER) П 0:10 | За 5 место Марек Гармулевич (POL) Тех. поражение | 6      |
| Александр Ковалевский  | вольная, до 130 кг      | Свен Тиле (GER) П 0:1            | Утеш. поед. Альфредо Фар (PAN) В 4:0 | Утеш. поед. Эбрагим Меграбан (IRI) В 3:2    | Утеш. поед. Петрос Бурдулис (GRE) В 7:1   | Утеш. поед. Мераб Валиев (UKR) В 3:1 | Утеш. поед. Андрей Шумилин (RUS) П 0:3 | За 5 место Свен Тиле (GER) В 3:1                 | 5      |

## Велоспорт
| Соревнование                           | Спортсмены     | Очки | Отставание от лидера, круги | Место |
| -------------------------------------- | -------------- | ---- | --------------------------- | ----- |
| индивидуальная гонка по очкам, мужчины | Евгений Ваккер | 1    | -1                          | 16    |

## Гребля на байдарках и каноэ
| Соревнование                          | Спортсмены                     | Предварительные заплывы | Предварительные заплывы | Предварительные заплывы | Утешительные заплывы | Утешительные заплывы | Утешительные заплывы | Полуфиналы            | Полуфиналы            | Полуфиналы            | Финал                 | Финал                 | Финал                 |
| Соревнование                          | Спортсмены                     | Заплыв                  | Время                   | Место                   | Заплыв               | Время                | Место                | Заплыв                | Время                 | Место                 | Заплыв                | Время                 | Место                 |
| ------------------------------------- | ------------------------------ | ----------------------- | ----------------------- | ----------------------- | -------------------- | -------------------- | -------------------- | --------------------- | --------------------- | --------------------- | --------------------- | --------------------- | --------------------- |
| мужчины, байдарки-двойки, 500 метров  | Андрей Митьковец Юрий Уляченко | 3                       | 1:43.722                | 8                       | 1                    | 1:44.324             | 6                    | завершили выступление | завершили выступление | завершили выступление | завершили выступление | завершили выступление | завершили выступление |
| мужчины, байдарки-двойки, 1000 метров | Андрей Митьковец Юрий Уляченко | 2                       | 4:08.916                | 7                       | 2                    | 3:44.200             | 7                    | завершили выступление | завершили выступление | завершили выступление | завершили выступление | завершили выступление | завершили выступление |

## Дзюдо
| Спортсмен        | Категория            | 1/16 финала                   | 1/8 финала             | Четвертьфиналы        | Полуфиналы            | Утешительные поединки         | Финалы                |
| Спортсмен        | Категория            | Соперник Результат            | Соперник Результат     | Соперник Результат    | Соперник Результат    | Соперник Результат            | Соперник Результат    |
| ---------------- | -------------------- | ----------------------------- | ---------------------- | --------------------- | --------------------- | ----------------------------- | --------------------- |
| Вадим Сергеев    | мужчины, свыше 95 кг | Халифа Диуф (SEN) В ваза-ари  | Лю Шеньянг (CHN) П юка | не прошел             | не прошел             | Александр Лунгу (ROU) П иппон | не прошел             |
| Наталья Кулигина | женщины, до 48 кг    | Тамара Мейер (NED) П ваза-ари | завершила выступление  | завершила выступление | завершила выступление | завершила выступление         | завершила выступление |

## Лёгкая атлетика
| Спортсмен          | Дисциплина                      | Отборочные раунды | Четвертьфиналы       | Полуфиналы           | Финал                | Финал                |
| Спортсмен          | Дисциплина                      | Время             | Время                | Время                | Время                | Место                |
| ------------------ | ------------------------------- | ----------------- | -------------------- | -------------------- | -------------------- | -------------------- |
| Владислав Чернобай | мужчины, 100 метров             | 10.88             | завершил выступление | завершил выступление | завершил выступление | завершил выступление |
| Борис Кавешников   | мужчины, 800 метров             | 1:48.88           | завершил выступление | завершил выступление | завершил выступление | завершил выступление |
| Евгений Шорохов    | мужчины, 110 метров с барьерами | 14.29             | завершил выступление | завершил выступление | завершил выступление | завершил выступление |

| Спортсмен          | Дисциплина       | Время   | Место |
| ------------------ | ---------------- | ------- | ----- |
| Назирдин Аликбеков | мужчины, марафон | 2:23:59 | 63    |
| Ирина Богачёва     | женщины, марафон | 2:35:44 | 21    |

| Спортсмен       | Дисциплина              | Отборочный раунд | Отборочный раунд | Финал                | Финал                |
| Спортсмен       | Дисциплина              | Результат        | Место            | Результат            | Место                |
| --------------- | ----------------------- | ---------------- | ---------------- | -------------------- | -------------------- |
| Максим Сметанин | мужчины, тройной прыжок | 15.90            | 37               | завершил выступление | завершил выступление |

## Плавание
| Спортсмен                                                        | Дисциплина                                     | Заплывы | Заплывы | Финалы                | Финалы                |
| Спортсмен                                                        | Дисциплина                                     | Время   | Место   | Время                 | Место                 |
| ---------------------------------------------------------------- | ---------------------------------------------- | ------- | ------- | --------------------- | --------------------- |
| Сергей Ашихмин                                                   | 100 метров вольным стилем, мужчины             | 51.07   | 29      | завершил выступление  | завершил выступление  |
| Андрей Квассов                                                   | 400 метров вольным стилем, мужчины             | 4:00.69 | 26      | завершил выступление  | завершил выступление  |
| Константин Андрюшин                                              | 200 метров баттерфляем, мужчины                | 2:01.59 | 26      | завершил выступление  | завершил выступление  |
| Оксана Черевко                                                   | 200 метров брассом, женщины                    | 2:57.65 | 40      | завершила выступление | завершила выступление |
| Сергей Ашихмин Андрей Квассов Дмитрий Лапин Виталий Васильев     | Эстафета 4х100 метров вольным стилем, мужчины  | 3:30.62 | 18      | завершили выступление | завершили выступление |
| Сергей Ашихмин Андрей Квассов Дмитрий Лапин Виталий Васильев     | Эстафета 4х200 метров вольным стилем, мужчины  | 8:00.00 | 17      | завершили выступление | завершили выступление |
| Константин Прядкин Евгений Петрашов Дмитрий Лапин Сергей Ашихмин | Эстафета 4х100 метров комбинированная, мужчины | 3:56.24 | 21      | завершили выступление | завершили выступление |
| Виктория Поляева Ольга Титова Ольга Коротаева Ольга Богатырева   | Эстафета 4х200 метров вольным стилем, женщины  | 8:45.76 | 20      | завершили выступление | завершили выступление |

## Современное пятиборье
| Спортсмен      | Стрельба  | Стрельба | Фехтование | Фехтование | Плавание  | Плавание | Верховая езда | Бег       | Бег  | Сумма | Место |
| Спортсмен      | Результат | Очки     | Результат  | Очки       | Результат | Очки     | Очки          | Результат | Очки | Сумма | Место |
| -------------- | --------- | -------- | ---------- | ---------- | --------- | -------- | ------------- | --------- | ---- | ----- | ----- |
| Игорь Фельдман | 170       | 976      | 10         | 640        | 3:44,17   | 1080     | 890           | 14:28.870 | 961  | 4547  | 30    |

## Стрельба
| Спортсмен      | Дисциплина                            | Отборочный раунд | Отборочный раунд | Финал                | Финал                |
| Спортсмен      | Дисциплина                            | Очки             | Место            | Очки                 | Место                |
| -------------- | ------------------------------------- | ---------------- | ---------------- | -------------------- | -------------------- |
| Юрий Мелентьев | пневматический пистолет, 10 метров    | 579              | 12               | завершил выступление | завершил выступление |
| Юрий Мелентьев | пистолет, 50 метров                   | 556              | 20               | завершил выступление | завершил выступление |
| Юрий Ломов     | пневматическая винтовка, 10 метров    | 587              | 22               | завершил выступление | завершил выступление |
| Юрий Ломов     | винтовка из трёх положений, 50 метров | 1157             | 32               | завершил выступление | завершил выступление |
| Юрий Ломов     | винтовка лёжа, 50 метров              | 595              | 11               | завершил выступление | завершил выступление |